# Melanaspis louristanus
Melanaspis louristanus är en insektsart som beskrevs av Alfred Serge Balachowsky och Kaussari 1953. Melanaspis louristanus ingår i släktet Melanaspis och familjen pansarsköldlöss.
Artens utbredningsområde är Iran. Inga underarter finns listade i Catalogue of Life.